# Археолошко налазиште Агино брдо
Археолошки локалитет Агино брдо простире се на високој заравни на обали Дунава при изласку из Гроцке.

## Опис
Доминантан положај ове заравни, карактеристичан за неолитска насеља, као и богат археолошки материјал расут дуж читавог локалитета, говоре о остацима моћног неолитског слоја. На површини простора наилази се на фрагменте неолитске керамике, пластике и кућног лепа, као и на фрагменте латенске и римске керамике. Изучавањем материјала констатовано је велико насеље винчанске културне групе. Насеље је касније поремећено накнадним укопавањем римских и словенских гробова, откривених у горњим слојевима. Поред тога, констатована је и некропола из времена сеобе народа. Ово велико праисторијско насеље, на основу пронађеног материјала, везује се за неолитска насеља Бело брдо у Винчи, Чаршија у Рипњу, Мали друм у Поповићу и Усек на Бањици, представљајући комплексно археолошко налазиште, значајно за проучавање неолита у Подунављу. Значај налазишта огледа се и у томе што на њему може да се прати континуитет од неолита, преко старијег гвозденог доба, римског периода, сеобе народа, све до сталног настањења Словена.